# Succedani alimentari

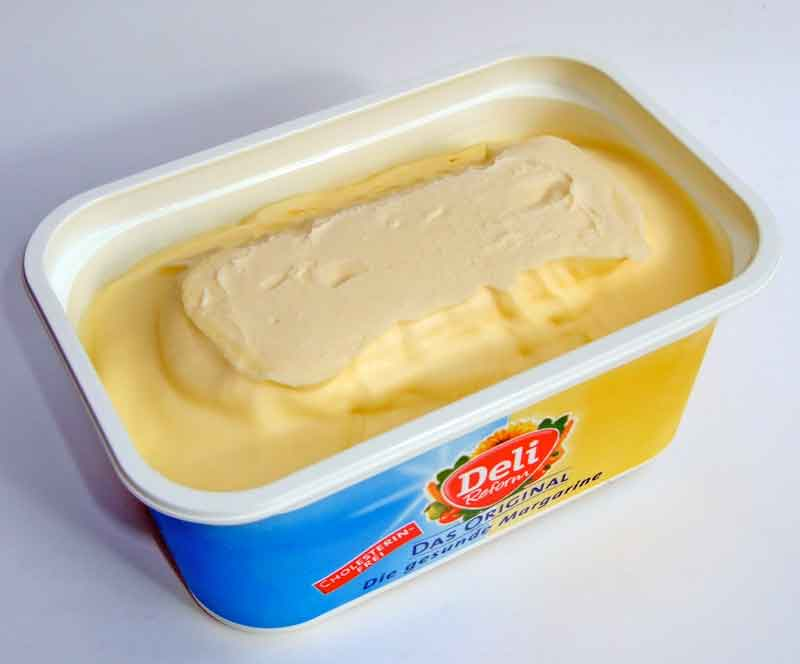
La margarina és un succedani de greix

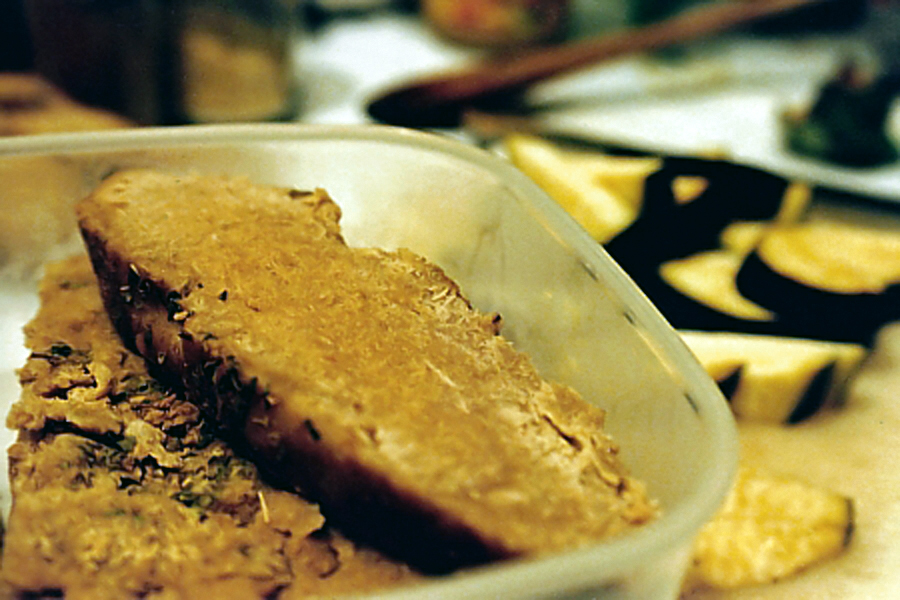
Succedani de carn

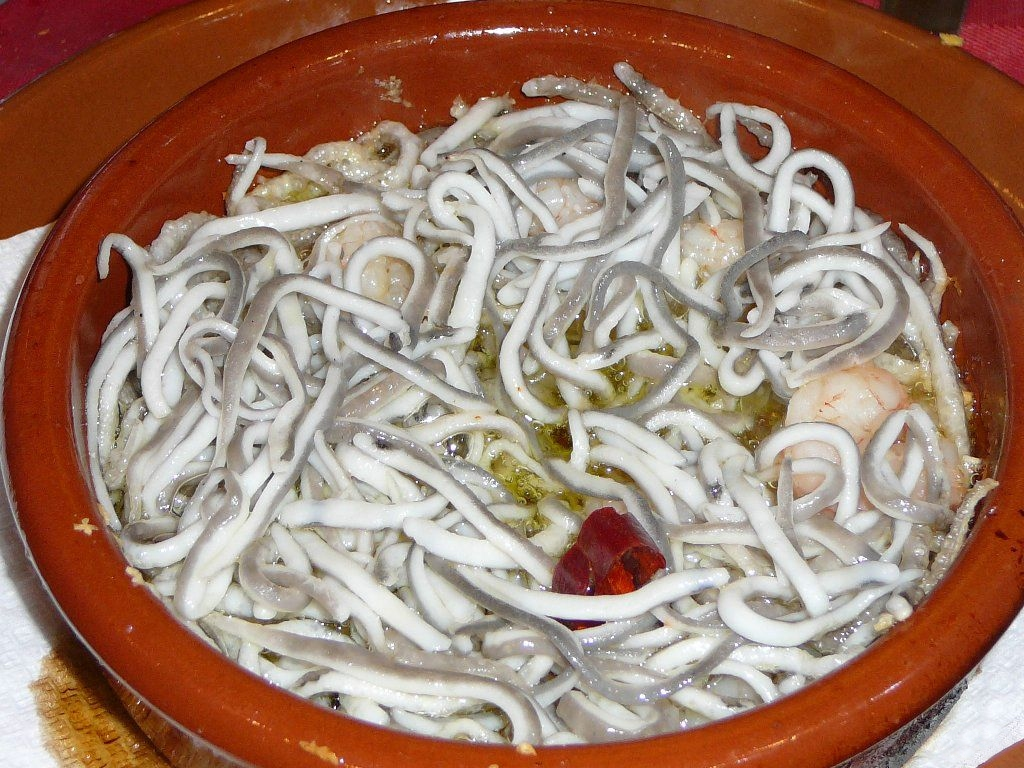
Succedani de peix

Un succedani alimentari és un producte alimentari que es pot considerar per algunes persones substitutiu d'un altre, en el sentit que el pot reemplaçar en algun ús i ser consumit en lloc de l'aliment o producte alimentari original. Des d'un punt de vista econòmic es tracta d'un cas particular de bé substitutiu.
Entre els motius més habituals que poden portar a utilitzar succedanis alimentaris es troben el preu (substitució d'un producte per un altre més barat), la ideologia i ètica personal (substitució de productes que provenen d'espècies en extinció, o productes considerats d'explotació poc sostenible, o productes que puguin fer mal a espècies animals o fins i tot vegetals, o productes considerats d'origen massa allunyat, etc.), l'esgotament d'un recurs, intoleràncies i al·lèrgies alimentàries i dietes mèdiques.

## Alguns tipus
- Succedanis de peix i marisc: solen ser alternatives més econòmiques, inclouen els ous de lumpus per a substituir el caviar, els "palets de cranc" fets amb farines i peixos econòmics, les "gules" que substitueixen els alevins d'angula i els palets de llagosta, fets bàsicament amb els mateixos productes que els pals de cranc i altres additius, etc.[3]
- Succedanis d'espècies i condiments: són alternatives més econòmiques que sovint consten simplement d'aromes i colorants. Un exemple molt freqüent és el safrà, que per als Països Catalans de vegades es substitueix per colorant alimentari groc en pols, en altres països (al Magrib, per exemple) per una barreja que conté cúrcuma per aportar color groc i que s'anomena popularment "safrà de pobre", un altre succedani del safrà és el safranó.[4]
- Succedanis de la xocolata: són productes fets amb mantega de cacau barrejats amb altres greixos més econòmics, com l'oli de palma o l'oli de coco. Alguns succedanis de xocolata ni tan sols contenen mantega de cacau. La garrofa, per exemple, s'usa com a succedani de xocolata.[5][6]
- Succedanis del cafè: la majoria s'han utilitzat en llocs i èpoques en què les circumstàncies (plagues, guerres, etc.) no permetien l'accés al cafè. Altres succedanis del cafè cerquen productes més econòmics i altres tenen com a objectiu de rebaixar o treure totalment la quantitat de cafeïna de la beguda. Solen ser cereals (malta, xicoira, etc.) torrats.
- Succedanis de carn: són productes fets a base de matèries sovint més econòmiques (vegetals, insectes, fongs o carn cultivada) i de més baixa qualitat nutricional de la carn amb intenció d'imitar-la, tot i que el recent augment de la seva demanda ha fet que s'optimitzin les seves propietats i rendiments. El mercat de consumidors acostuma a estar format per vegetarians, per la qual cosa s'intenta que els productes que hi intervenen no siguin directament d'origen animal, encara que alguns additius sí que ho solen ser. N'és un exemple el seitan. Altres succedanis de carn fets amb greixos i farines es venen en forma d'hamburgueses, o de bunyols o croquetes de pollastre, per exemple, típicament com a menjar ràpid.[7][8]
- Succedanis de la llet i làctics: la llet de vaca o d'altre animal es pot voler substituir per motius d'intolerància a la lactosa o per voler seguir una dieta vegetariana estricta. Altres succedanis són simplement productes de cost més baix i productes que no compleixen les característiques que les normatives exigeixen per a poder etiquetar com a "iogurt", per exemple, unes "postres làcties", encara que gràcies al màrqueting i la publicitat alguns d'aquests es venguin més cars que els làctics originals, en aquest exemple, el iogurt. En aquest grup també s'inclou la llet maternitzada per alimentar als nadons. Un altre exemple és la margarina, més econòmica que la mantega i amb el mateix tipus de greixos i colesterol. La llet i el iogurt de soia provinents de macroexplotacions són exemples típics de succedanis de làctics de menor qualitat que cerquen ampliar mercat al món occidental.[9][10]